# باد فردبورگ
باد فردبورگ (به آلمانی: Bad Fredeburg) یک منطقهٔ مسکونی در آلمان است که در اشمالنبرگ واقع شده‌است. باد فردبورگ ۳٬۹۰۴ نفر جمعیت دارد.